# Procanace nigroviridis
Procanace nigroviridis är en tvåvingeart som beskrevs av Cresson 1926. Procanace nigroviridis ingår i släktet Procanace och familjen Canacidae. Inga underarter finns listade i Catalogue of Life.